# Juraj Slafkovský
Juraj Slafkovský, född 30 mars 2004 i Košice, är en slovakisk professionell ishockeyforward som spelar för Montreal Canadiens i National Hockey League (NHL).
Han blev vald som första spelare totalt i NHL Entry Draft 2022 av Canadiens.

## Karriär

### Tidig karriär
Slafkovský var 15 år när han flyttade till Finland för att satsa på sin dröm att bli ishockeyspelare. Slafkovský tillbringade två säsonger med HC TPS juniorlag innan han under säsongen 2021/21 tog en ordinarie plats i A-laget.
Inför VM 2021 blev Slafkovský uttagen till Slovakiens A-trupp, vilket innebar att han blev turneringens yngsta spelare (17 år). Han blev även uttagen till Slovakiens OS-trupp och i debuten mot Finland klev han in och gjorde två mål för att därmed bli den första 17-åringen att göra mål i A-lagssammanhang sedan Eddie Olczyk 1984. Slafkovský avslutade turneringen med 7 mål på 7 matcher och ledde Slovakien till deras första medalj då man vann brons efter vinst mot Sverige. Han blev sedan framröstad som turneringens mest värdefulla spelare.

### Montreal Canadiens
Tack vare att han valdes som första spelare totalt av Montreal Canadiens i NHL Entry Draft 2022 blev han den högst draftade spelare från Slovakien någonsin. Den 13 juli 2022, knappt en vecka efter att han blivit draftad, skrev han på ett treårigt ingångskontrakt med Canadiens värt 950 000 $.

## Statistik
| 2021–2022  | HC TPS             | Liiga      | 31 | 5 | 5 | 10 | 33 | 18 | 2 | 5 | 7 | 8 |
| 2022–2023  | Montreal Canadiens | NHL        | 39 | 4 | 6 | 10 | 33 | —  | — | — | — | — |
| NHL totalt | NHL totalt         | NHL totalt | 39 | 4 | 6 | 10 | 33 | —  | — | — | — | — |

### Internationellt
| Källa: Uppdaterad: 2023-03-08 | Källa: Uppdaterad: 2023-03-08 | Källa: Uppdaterad: 2023-03-08 |         | Utv = Utvisningsminuter | Utv = Utvisningsminuter | Utv = Utvisningsminuter | Utv = Utvisningsminuter | Utv = Utvisningsminuter |
| År                            | Lag                           | Mästerskap                    | Matcher | Mål                     | Assists                 | Poäng                   | Utv                     |                         |
| ----------------------------- | ----------------------------- | ----------------------------- | ------- | ----------------------- | ----------------------- | ----------------------- | ----------------------- | ----------------------- |
| 2021                          | Slovakien                     | JVM                           | 5       | 0                       | 0                       | 0                       | 2                       |                         |
| 2021                          | Slovakien                     | VM                            | 6       | 0                       | 0                       | 0                       | 2                       |                         |
| 2021                          | Slovakien                     | Hlinka Gretzky                | 5       | 3                       | 6                       | 9                       | 8                       |                         |
| 2022                          | Slovakien                     | OS                            | 7       | 7                       | 0                       | 7                       | 0                       |                         |
| 2022                          | Slovakien                     | VM                            | 8       | 3                       | 6                       | 9                       | 2                       |                         |
| Junior totalt                 | Junior totalt                 | Junior totalt                 | 10      | 3                       | 6                       | 9                       | 10                      |                         |
| Senior totalt                 | Senior totalt                 | Senior totalt                 | 21      | 10                      | 6                       | 16                      | 4                       |                         |